# Coupe du monde de futsal FIFA
Cet article concerne la compétition organisée selon les règles FIFA. Pour celle organisée selon les règles AMF, voir Championnat du monde de futsal AMF.
La Coupe du monde de futsal est une compétition internationale de futsal qui se déroule ordinairement tous les quatre ans. Elle est organisée par la Fédération internationale de football association (FIFA) et met aux prises des sélections nationales. Cette compétition, dont la première édition se déroule en 1989 aux Pays-Bas, est ouverte à toutes les fédérations reconnues par la FIFA.
La compétition n'est accessible qu'après une phase de qualification. Organisée par les confédérations continentales, ce tour préliminaire permet aux meilleures sélections de chaque continent de se qualifier pour la phase finale qui se déroule dans un pays organisateur. Le format actuel de la phase finale fait s'affronter vingt-quatre équipes nationales masculines pendant une période d'environ un mois.
En 1989, la première coupe du monde, organisée par la FIFA aux Pays Bas est remportée par le Brésil qui gagne les deux épreuves suivantes (1992 et 1996). L'édition 2000 voit l’Espagne venir à bout du Brésil en finale. Les Espagnols conservent leur titre en 2004 avant que les Brésiliens, devant leur public, ne prennent leur revanche et récupèrent leur titre de champion du monde en 2008 et le conserve en 2012. L'Argentine devient seulement le troisième pays vainqueur lors de huitième édition en 2016.
Le pays organisateur de la Coupe du monde de football est désigné par la FIFA. Toutes les nations peuvent postuler pour l'accueillir, et sont jugées sur leur capacité à organiser l'épreuve. Le pays organisateur est automatiquement qualifié pour la compétition.

## Histoire

### Domination brésilienne immédiate (1989-1996)
La fédération internationale de football association (FIFA) met en place une compétition en 1989 réunissant les meilleurs sélections mondiales de futsal.
C'est aux Pays-Bas, où le futsal jouit d'une belle cote de popularité et à l'occasion du centième anniversaire de la fédération des Pays-Bas de football, que le premier Championnat du Monde de Futsal de la FIFA a lieu. Une première pour seize équipes (six européennes, trois sud-américaines, deux africaines, deux asiatiques, deux nord-américaines et une océanienne) dont le Brésil, favori de l'épreuve. Les Auriverdes font honneur à leur statut en l'emportant sans véritables efforts. Sur la seconde marche du podium, le pays hôte surprend en tenant même tête au Brésil en finale (2-1). La troisième place revint aux États-Unis, vainqueurs de la Belgique en prolongation (3-2).
Lors de sa deuxième édition en 1992, la FIFA confie l'organisation à Hong Kong, l'une des plus petites fédérations de football. Au stade des demi-finales, quatre continents sont représentés mais le Brésil parvient à conserver son titre en battant en finale les États-Unis (4-1), la petite finale voit la victoire de l'Espagne contre l'Iran, surprise de ce tournoi.
En 1996, le tournoi se déroule en Espagne. Sur leurs terres, les Espagnols se doivent de démontrer leur progression. Encore une fois les Brésiliens s'imposent, mais les Ibères parviennent à se hisser jusque sur la deuxième marche du podium. Pour les accessits, l'Europe confirme son arrivée en force dans la discipline en plaçant la Russie et l'Ukraine aux troisième et quatrième places.

### Le Brésil en duel avec l'Espagne (2000-2012)
Après avoir accumulé tous les titres de Champions du Monde de Futsal, le Brésil est contraint de céder sa couronne à l'équipe d'Espagne en 2000 au Guatemala. En finale, les Ibères s'imposent 4:3 malgré la présence chez les Auriverdes des trois meilleurs buteurs de l'épreuve. Dans le match pour la troisième place, la Russie doit s'incliner face au Portugal (2:4). L'Egypte devient la première équipe africaine à se qualifier pour le deuxième tour. L'épreuve rencontre un grand succès puisque 94 179 spectateurs assistent aux matches, un record.
L'Espagne parvient à conserver son titre lors de l'édition 2004 à Taïwan en disposant en finale de l'Italie (2-1) après avoir éliminé en demi-finale le Brésil qui prend la troisième place devant l'Argentine.
Après ce double échec de la sélection brésilienne, cette dernière organise l'évènement en 2008. Le Brésil confirme son statut de favori en demi-finale contre la Russie (4-2) mais ne remporte le titre contre l'Espagne que grâce à une séance de tirs au but (2-2 tab 4-3). En petite finale, l'Italie se défait de la Russie (2-1).
Le podium est identique quatre ans plus tard, pour 2012 en Thaïlande : le Brésil s'impose par 3 buts à 2 après prolongation contre l'Espagne lors de la finale et l'Italie bat la Colombie par 3-0 pour la troisième place.

### Révélation de l'Argentine, chute du Brésil (2016)
La huitième édition organisé en Colombie donne lieu à un podium totalement inédit. Tout d'abord le vainqueur, l'Argentine, qui n'a jamais accédé à un podium auparavant, remporte la finale. Elle est opposée à la Russie, qui joue aussi sa première finale, après les petites finales en 1996, 2000 et 2008. Enfin, l'Iran termine troisième après avoir sorti le Brésil dès les 1/8 de finale. Il s'agit du pire classement pour le tenant du titre et quintuple champion, toujours sur le podium des précédentes éditions. La finale entre l'Argentine et la Russie, disputée à Cali, est accroché mais les Sud-américains ont le dernier mot (5-4). Pour la petite finale, est encore plus serrée, l'Iran ayant besoin des tirs au but face au Portugal (2-2 tab 4-3).

### Consécration du Portugal (2021)
Lors de l'édition 2021 en Lituanie, le Portugal de sa star Ricardinho remporte son premier titre mondial. Après avoir battu l'Espagne 4-2 en quarts et le Kazakhstan aux tirs au but en demi-finale, le Portugal détrône l'Argentine en finale 2-1. Ricardinho sera élu le meilleur joueur du tournoi. Le Brésil retrouve le podium en battant le Kazakhstan 4-2.

## Palmarès

### Par édition
| 1re | 1989 | Pays-Bas    | Brésil      | 2 - 1       | Pays-Bas   | États-Unis | 3 -2 ap     | Belgique   |
| 2e  | 1992 | Hong Kong   | Brésil (2)  | 4 - 1       | États-Unis | Espagne    | 9 - 6       | Iran       |
| 3e  | 1996 | Espagne     | Brésil (3)  | 6 - 4       | Espagne    | Russie     | 3 - 2       | Ukraine    |
| 4e  | 2000 | Guatemala   | Espagne     | 4 - 3       | Brésil     | Portugal   | 4 - 2       | Russie     |
| 5e  | 2004 | Taïwan      | Espagne (2) | 2 - 1       | Italie     | Brésil     | 7 - 4       | Argentine  |
| 6e  | 2008 | Brésil      | Brésil (4)  | 2-2 tab 4-3 | Espagne    | Italie     | 2 - 1       | Russie     |
| 7e  | 2012 | Thaïlande   | Brésil (5)  | 3 - 2       | Espagne    | Italie     | 3 - 0       | Colombie   |
| 8e  | 2016 | Colombie    | Argentine   | 5 - 4       | Russie     | Iran       | 2-2 tab 4-3 | Portugal   |
| 9e  | 2021 | Lituanie    | Portugal    | 2 - 1       | Argentine  | Brésil     | 4 - 2       | Kazakhstan |
| 10e | 2024 | Ouzbékistan | Brésil (6)  | 2 - 1       | Argentine  | Ukraine    | 7 - 1       | France     |

### Bilan par nation
| Rang | Équipe     | Victoire                               | 2e place             | 3e place       | 4e place     |
| ---- | ---------- | -------------------------------------- | -------------------- | -------------- | ------------ |
| 1    | Brésil     | 6 · 1989, 1992, 1996, 2008, 2012, 2024 | 1 · 2000             | 2 · 2004, 2021 | —            |
| 2    | Espagne    | 2 · 2000, 2004                         | 3 · 1996, 2008, 2012 | 1 · 1992       | —            |
| 3    | Argentine  | 1 · 2016                               | 2 · 2021, 2024       | —              | 1 2004       |
| 4    | Portugal   | 1 · 2021                               | —                    | 1 · 2000       | 1 2016       |
| 5    | Italie     | —                                      | 1 · 2004             | 2 · 2008, 2012 | —            |
| 6    | Russie     | —                                      | 1 · 2016             | 1 · 1996       | 2 2000, 2008 |
| 7    | États-Unis | —                                      | 1 · 1992             | 1 · 1989       | —            |
| 8    | Pays-Bas   | —                                      | 1 · 1989             | —              | —            |
| 9    | Iran       | —                                      | —                    | 1 · 2016       | 1 1992       |
| 10   | Ukraine    | —                                      | —                    | 1 · 2024       | 1 1996       |

## Statistiques et records

### Nations
| Pays      | Titres |
| --------- | ------ |
| Brésil    | 6      |
| Espagne   | 2      |
| Argentine | 1      |
| Portugal  | 1      |

Deux continents dominent historiquement la Coupe du monde de futsal : l'Amérique du Sud et l'Europe. Ils remportent toutes les éditions depuis la création en 1989. Les huit vainqueurs différents inscrits au palmarès de la Coupe du monde de la FIFA sont tous sud-américains ou européens.
Les records sont détenus principalement par les nations historiques de la compétition. Seules sélections à avoir participé à toutes les phases finales de la Coupe du monde, le Brésil, l'Espagne et l'Argentine se répartissent les huit sacres. Les Auriverdes détiennent le record de victoires dans la compétition en étant le seul quintuple vainqueur (5 victoires). La Seleção est l’équipe qui remporte le plus grand nombre de matches, suivie par l’Espagne. Bien que dauphins, les Espagnols sont largement distancés au palmarès des buts inscrits.
Sur les huit finales, quatre opposent les Brésiliens aux Espagnols, pour trois sacres sud-américains. L'Espagne détient le record du plus grand nombre de finales consécutives (cinq fois, de 1996 à 2012). Au terme de la 8e Coupe du monde, le Brésil est l'équipe ayant disputé le plus grand nombre de finales, 6 au total. L'équipe brésilienne est aussi la plus régulière dans le dernier carré avec 7 demi-finales.
Sur les huit finales de Coupe du monde jouées, deux se sont jouées après les prolongations : celle de 2008 entre le Brésil et l'Espagne, remportée 4 tirs au but à 3 par le Brésil, et celle de 2012 entre les deux mêmes équipes que les joueurs brésiliens remportent 3-2 avant la fin du chronomètre.
| Statistiques par équipe nationale, | Statistiques par équipe nationale, | Statistiques par équipe nationale, | Statistiques par équipe nationale, | Statistiques par équipe nationale, | Statistiques par équipe nationale, | Statistiques par équipe nationale, | Statistiques par équipe nationale, | Statistiques par équipe nationale, | Statistiques par équipe nationale, | Statistiques par équipe nationale, | Statistiques par équipe nationale, | Statistiques par équipe nationale, | Statistiques par équipe nationale, | Statistiques par équipe nationale, | Statistiques par équipe nationale, | Statistiques par équipe nationale, | Statistiques par équipe nationale, | Statistiques par équipe nationale, |
| #                                  | Nation                             | Résultats                          | Résultats                          | Résultats                          | Résultats                          | Résultats                          | Résultats                          | Résultats                          | Résultats                          | Résultats                          | Participation                      | Participation                      | Participation                      | Participation                      | Participation                      | Participation                      | Participation                      | Participation                      |
| #                                  | Nation                             | Part.                              | Pts                                | M                                  | V                                  | N                                  | D                                  | Bp                                 | Bc                                 | Diff.                              | 1989                               | 1992                               | 1996                               | 2000                               | 2004                               | 2008                               | 2012                               | 2016                               |
| ---------------------------------- | ---------------------------------- | ---------------------------------- | ---------------------------------- | ---------------------------------- | ---------------------------------- | ---------------------------------- | ---------------------------------- | ---------------------------------- | ---------------------------------- | ---------------------------------- | ---------------------------------- | ---------------------------------- | ---------------------------------- | ---------------------------------- | ---------------------------------- | ---------------------------------- | ---------------------------------- | ---------------------------------- |
| 1°                                 | Brésil                             | 8                                  | 159                                | 60                                 | 51                                 | 6                                  | 3                                  | 400                                | 98                                 | +307                               | Médaille d'or, monde               | Médaille d'or, monde               | Médaille d'or, monde               | Médaille d'argent, monde           | Médaille de bronze, monde          | Médaille d'or, monde               | Médaille d'or, monde               | 9°                                 |
| 2°                                 | Espagne                            | 8                                  | 137                                | 56                                 | 44                                 | 5                                  | 7                                  | 241                                | 109                                | +132                               | 9°                                 | Médaille de bronze, monde          | Médaille d'argent, monde           | Médaille d'or, monde               | Médaille d'or, monde               | Médaille d'argent, monde           | Médaille d'argent, monde           | 5°                                 |
| 3°                                 | Italie                             | 7                                  | 84                                 | 43                                 | 27                                 | 3                                  | 13                                 | 151                                | 96                                 | +55                                | 5°                                 | 11°                                | 5°                                 |                                    | Médaille d'argent, monde           | Médaille de bronze, monde          | Médaille de bronze, monde          | 10°                                |
| 4°                                 | Argentine                          | 8                                  | 81                                 | 48                                 | 25                                 | 6                                  | 17                                 | 136                                | 116                                | +20                                | 8°                                 | 8°                                 | 9°                                 | 7°                                 | 4°                                 | 6°                                 | 8º                                 | Médaille d'or, monde               |
| 5°                                 | Russie                             | 6                                  | 73                                 | 40                                 | 23                                 | 4                                  | 13                                 | 220                                | 108                                | +112                               |                                    | 9°                                 | Médaille de bronze, monde          | 4°                                 |                                    | 4°                                 | 5º                                 | Médaille d'argent, monde           |
| 6°                                 | Portugal                           | 5                                  | 55                                 | 30                                 | 17                                 | 4                                  | 9                                  | 100                                | 64                                 | +36                                |                                    |                                    |                                    | Médaille de bronze, monde          | 5°                                 | 9°                                 | 7º                                 | 4°                                 |
| 7°                                 | Iran                               | 7                                  | 54                                 | 35                                 | 16                                 | 6                                  | 13                                 | 118                                | 116                                | +2                                 |                                    | 4°                                 | 11°                                | 11°                                | 10°                                | 5°                                 | 10°                                | Médaille de bronze, monde          |
| 8°                                 | Ukraine                            | 5                                  | 47                                 | 30                                 | 14                                 | 5                                  | 11                                 | 105                                | 81                                 | +24                                |                                    |                                    | 4°                                 |                                    | 6°                                 | 8°                                 | 6º                                 | 13°                                |
| 9°                                 | Pays-Bas                           | 4                                  | 41                                 | 26                                 | 12                                 | 5                                  | 9                                  | 76                                 | 72                                 | +4                                 | Médaille d'argent, monde           | 5°                                 | 7°                                 | 8°                                 |                                    |                                    |                                    |                                    |
| 10°                                | États-Unis                         | 5                                  | 40                                 | 29                                 | 12                                 | 4                                  | 13                                 | 89                                 | 86                                 | +3                                 | Médaille de bronze, monde          | Médaille d'argent, monde           | 10°                                |                                    | 7°                                 | 18°                                |                                    |                                    |
| 11°                                | Paraguay                           | 6                                  | 35                                 | 28                                 | 10                                 | 5                                  | 13                                 | 94                                 | 89                                 | +5                                 | 6°                                 | 13°                                |                                    |                                    | 11°                                | 7°                                 | 12°                                | 7°                                 |
| 12°                                | Belgique                           | 3                                  | 32                                 | 20                                 | 10                                 | 2                                  | 8                                  | 57                                 | 52                                 | +5                                 | 4°                                 | 6°                                 | 8°                                 |                                    |                                    |                                    |                                    |                                    |
| 13°                                | Égypte                             | 6                                  | 27                                 | 25                                 | 10                                 | 0                                  | 15                                 | 90                                 | 101                                | -11                                |                                    |                                    | 12°                                | 6°                                 | 9°                                 | 13°                                | 14°                                | 8°                                 |
| 14°                                | Tchéquie                           | 3                                  | 16                                 | 14                                 | 5                                  | 1                                  | 8                                  | 29                                 | 42                                 | -13                                |                                    |                                    |                                    |                                    | 8°                                 | 11°                                | 13°                                |                                    |
| 15°                                | Colombie                           | 2                                  | 15                                 | 11                                 | 4                                  | 3                                  | 4                                  | 27                                 | 25                                 | +2                                 |                                    |                                    |                                    |                                    |                                    |                                    | 4°                                 | 12°                                |
| 16°                                | Thaïlande                          | 5                                  | 15                                 | 18                                 | 5                                  | 0                                  | 13                                 | 45                                 | 86                                 | -41                                |                                    |                                    |                                    | 13°                                | 12°                                | 14°                                | 16°                                | 14°                                |
| 17°                                | Uruguay                            | 3                                  | 14                                 | 13                                 | 4                                  | 2                                  | 7                                  | 30                                 | 39                                 | -9                                 |                                    |                                    | 6°                                 | 9°                                 |                                    | 17°                                |                                    |                                    |
| 18°                                | Australie                          | 7                                  | 13                                 | 21                                 | 4                                  | 1                                  | 16                                 | 34                                 | 118                                | -84                                | 11°                                | 12°                                | 15°                                | 15°                                | 15°                                |                                    | 20°                                | 18°                                |
| 19°                                | Guatemala                          | 4                                  | 12                                 | 13                                 | 4                                  | 0                                  | 9                                  | 39                                 | 81                                 | -42                                |                                    |                                    |                                    | 12°                                |                                    | 10°                                | 17°                                | 21°                                |
| 20°                                | Japon                              | 4                                  | 11                                 | 14                                 | 3                                  | 2                                  | 9                                  | 34                                 | 63                                 | -29                                | 13°                                |                                    |                                    |                                    | 13°                                | 12°                                | 11°                                |                                    |
| 21°                                | Costa Rica                         | 4                                  | 10                                 | 13                                 | 3                                  | 1                                  | 9                                  | 32                                 | 64                                 | -32                                |                                    | 16°                                |                                    | 10°                                |                                    |                                    | 19°                                | 15°                                |
| 22°                                | Croatie                            | 1                                  | 9                                  | 6                                  | 3                                  | 0                                  | 3                                  | 18                                 | 15                                 | +3                                 |                                    |                                    |                                    | 5°                                 |                                    |                                    |                                    |                                    |
| 23°                                | Hongrie                            | 1                                  | 8                                  | 6                                  | 2                                  | 2                                  | 2                                  | 23                                 | 17                                 | +6                                 | 7°                                 |                                    |                                    |                                    |                                    |                                    |                                    |                                    |
| 24°                                | Azerbaïdjan                        | 1                                  | 7                                  | 5                                  | 2                                  | 1                                  | 2                                  | 28                                 | 18                                 | +7                                 |                                    |                                    |                                    |                                    |                                    |                                    |                                    | 6°                                 |
| 25°                                | Serbie                             | 1                                  | 7                                  | 4                                  | 2                                  | 1                                  | 1                                  | 13                                 | 7                                  | +6                                 |                                    |                                    |                                    |                                    |                                    |                                    | 9°                                 |                                    |
| 26°                                | Pologne                            | 1                                  | 6                                  | 6                                  | 2                                  | 0                                  | 4                                  | 15                                 | 22                                 | -7                                 |                                    | 7°                                 |                                    |                                    |                                    |                                    |                                    |                                    |
| 27°                                | Kazakhstan                         | 2                                  | 6                                  | 7                                  | 2                                  | 0                                  | 5                                  | 23                                 | 31                                 | -8                                 |                                    |                                    |                                    | 14º                                |                                    |                                    |                                    | 11°                                |
| 28°                                | Panama                             | 2                                  | 6                                  | 7                                  | 2                                  | 0                                  | 5                                  | 20                                 | 45                                 | -25                                |                                    |                                    |                                    |                                    |                                    |                                    | 15°                                | 17°                                |
| 29°                                | Danemark                           | 1                                  | 4                                  | 3                                  | 1                                  | 1                                  | 1                                  | 12                                 | 10                                 | +2                                 | 10°                                |                                    |                                    |                                    |                                    |                                    |                                    |                                    |
| 30°                                | Canada                             | 1                                  | 3                                  | 3                                  | 1                                  | 0                                  | 2                                  | 7                                  | 7                                  | 0                                  | 12°                                |                                    |                                    |                                    |                                    |                                    |                                    |                                    |
| 31°                                | Hong Kong                          | 1                                  | 3                                  | 3                                  | 1                                  | 0                                  | 2                                  | 7                                  | 7                                  | 0                                  |                                    | 10°                                |                                    |                                    |                                    |                                    |                                    |                                    |
| 32°                                | Koweit                             | 1                                  | 3                                  | 3                                  | 1                                  | 0                                  | 2                                  | 8                                  | 13                                 | -5                                 |                                    |                                    |                                    |                                    |                                    |                                    | 20°                                |                                    |
| 33°                                | Viêt Nam                           | 1                                  | 3                                  | 4                                  | 1                                  | 0                                  | 3                                  | 5                                  | 18                                 | -13                                |                                    |                                    |                                    |                                    |                                    |                                    |                                    | 16°                                |
| 34°                                | Cuba                               | 5                                  | 3                                  | 16                                 | 1                                  | 0                                  | 15                                 | 31                                 | 114                                | -83                                |                                    |                                    | 16°                                | 16°                                | 14°                                | 15°                                |                                    | 22°                                |
| 35°                                | Îles Salomon                       | 3                                  | 3                                  | 10                                 | 1                                  | 0                                  | 9                                  | 18                                 | 119                                | -101                               |                                    |                                    |                                    |                                    |                                    | 20°                                | 21°                                | 24°                                |
| 36°                                | Ouzbékistan                        | 1                                  | 1                                  | 3                                  | 0                                  | 1                                  | 2                                  | 5                                  | 11                                 | -6                                 |                                    |                                    |                                    |                                    |                                    |                                    |                                    | 19°                                |
| 37°                                | Libye                              | 2                                  | 1                                  | 7                                  | 0                                  | 1                                  | 6                                  | 9                                  | 36                                 | -27                                |                                    |                                    |                                    |                                    |                                    | 16°                                | 24°                                |                                    |
| 38°                                | Nigeria                            | 1                                  | 0                                  | 3                                  | 0                                  | 0                                  | 3                                  | 7                                  | 15                                 | -8                                 |                                    | 14°                                |                                    |                                    |                                    |                                    |                                    |                                    |
| 39°                                | Mexique                            | 1                                  | 0                                  | 3                                  | 0                                  | 0                                  | 3                                  | 4                                  | 13                                 | -9                                 |                                    |                                    |                                    |                                    |                                    |                                    | 22°                                |                                    |
| 40°                                | Zimbabwe                           | 1                                  | 0                                  | 3                                  | 0                                  | 0                                  | 3                                  | 3                                  | 14                                 | -11                                | 14º                                |                                    |                                    |                                    |                                    |                                    |                                    |                                    |
| 41°                                | Algérie                            | 1                                  | 0                                  | 3                                  | 0                                  | 0                                  | 3                                  | 5                                  | 17                                 | -12                                | 15º                                |                                    |                                    |                                    |                                    |                                    |                                    |                                    |
| 42°                                | Mozambique                         | 1                                  | 0                                  | 3                                  | 0                                  | 0                                  | 3                                  | 7                                  | 22                                 | -15                                |                                    |                                    |                                    |                                    |                                    |                                    |                                    | 22°                                |
| 43°                                | Maroc                              | 2                                  | 0                                  | 6                                  | 0                                  | 0                                  | 6                                  | 11                                 | 29                                 | -18                                |                                    |                                    |                                    |                                    |                                    |                                    | 23°                                | 20°                                |
| 44°                                | Malaisie                           | 1                                  | 0                                  | 3                                  | 0                                  | 0                                  | 3                                  | 4                                  | 24                                 | -20                                |                                    |                                    | 14º                                |                                    |                                    |                                    |                                    |                                    |
| 45°                                | Arabie saoudite                    | 1                                  | 0                                  | 3                                  | 0                                  | 0                                  | 3                                  | 4                                  | 27                                 | -23                                | 16°                                |                                    |                                    |                                    |                                    |                                    |                                    |                                    |
| 46°                                | Taïwan                             | 1                                  | 0                                  | 3                                  | 0                                  | 0                                  | 3                                  | 2                                  | 29                                 | -27                                |                                    |                                    |                                    |                                    | 16°                                |                                    |                                    |                                    |
| 47°                                | Chine                              | 3                                  | 0                                  | 10                                 | 0                                  | 0                                  | 10                                 | 15                                 | 66                                 | -51                                |                                    | 15°                                | 13°                                |                                    |                                    | 19°                                |                                    |                                    |

### Sélectionneurs
| Édition | Sélectionneurs        |
| ------- | --------------------- |
| 1989    | Gerson Tristão        |
| 1992    | Takão                 |
| 1996    | Takão (2)             |
| 2000    | Javier Lozano Cid     |
| 2004    | Javier Lozano Cid (2) |
| 2008    | Oliveira              |
| 2012    | Marcos Sorato         |
| 2016    | Diego Giustozzi       |
| 2021    | Jorge Braz            |
| 2024    | Marquinhos Xavier     |

### Joueurs
| Édition | Meilleur joueur   | Meilleur buteur   | Buts | Meilleur gardien |
| ------- | ----------------- | ----------------- | ---- | ---------------- |
| 1989    | Hermans           | Zsadanyi          | 7    | Johan Lamotte    |
| 1992    | Jorginho          | Rajabi            | 17   | Victor Nogueira  |
| 1996    | Manoel Tobias     | Manoel Tobias     | 14   | ?                |
| 2000    | Manoel Tobias (2) | Manoel Tobias (2) | 19   | Bozidar Butigan  |
| 2004    | Falcão            | Falcão            | 13   | Luis Amado       |
| 2008    | Falcão (2)        | Pula              | 16   | Tiago            |
| 2012    | Neto              | Eder Lima         | 9    | Mammarella       |
| 2016    | Wilhelm           | Ricardinho        | 12   | Sarmiento        |
| 2021    | Ricardinho        | Ferrão            | 9    | Sarmiento (2)    |
| 2024    | Dyego             | Marcel            | 10   | Willian          |

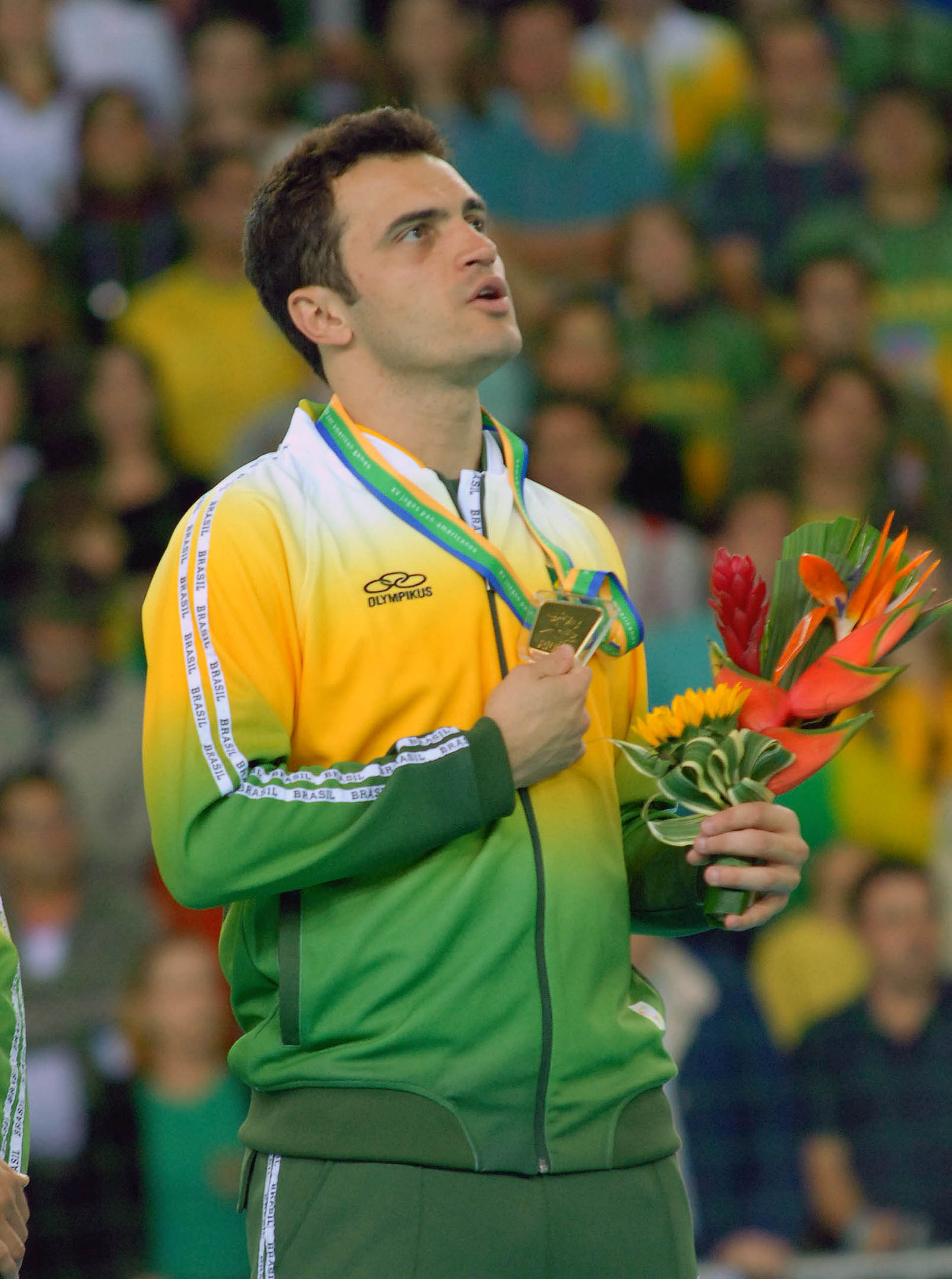
Falcão, recordman de matchs et de buts.

Le Brésilien Falcão est celui qui a disputé le plus grand nombre de rencontres avec 34 matchs entre 2000 et 2016. Il bat le record de son compatriote Manoel Tobias (31),.
Les Brésiliens Manoel Tobias et Falcão sont les seuls joueurs sacrés deux fois meilleur joueur. L'équipe brésilienne remporte six ballons d'or Adidas sur huit.
Le Brésilien Falcão détient le record de buts marqués en Coupe du monde avec 48 buts, suivi de son compatriote Manoel Tobias (43 buts). Ce dernier reste le meilleur buteur sur une seule édition avec 19 buts en 1996, suivi de l'Iranien Rajabi (17 buts en 1992) et du Russe d'origine brésilienne Pula (16 en 2008). Tobias est aussi le seul joueur sacré deux fois meilleur buteur.
L'Iranien Rajabi possède la meilleure moyenne de but inscrit par match, n'ayant participé qu'à l'édition 1992, avec 17 buts en, huit matchs et une moyenne de deux réalisations par rencontre. Pula reste le meilleur buteur en un seul match de Coupe du monde avec 9 buts (2012 : Russie-Salomon 31-2). Le joueur japonais Kazu Miura est l'athlète le plus âgé à jouer. Il participe à l'édition 2012 à l'âge de 45 ans.
Douze joueurs participent à la Coupe du monde de futsal et à la Coupe du monde de football, dont trois marquent dans les deux tournois: l'Algérien Lakhdar Belloumi, le Danois Brian Laudrup et l'Américain Bruce Murray.
| 1  | Falcão        | Brésil   | 48 | 34 | 2000, 2004, 2008, 2012, 2016 | 1,41 |
| 2  | Manoel Tobias | Brésil   | 43 | 32 | 1992, 1996, 2000, 2004       | 1,34 |
| 3  | Eremenko      | Russie   | 28 | 18 | 1992, 1996, 2000             | 1,55 |
| 4  | Schumacher    | Brésil   | 25 | 25 | 2000, 2004, 2008             | 1,00 |
| 5  | Ricardinho    | Portugal | 20 | 14 | 2008, 2012, 2016             | 1,42 |
| 6  | Eder Lima     | Russie   | 19 | 12 | 2012, 2016                   | 1,58 |
| 7  | Pula          | Russie   | 18 | 14 | 2008, 2012                   | 1,29 |
| 8  | Saeid Rajabi  | Iran     | 17 | 8  | 1992                         | 2,12 |
| 9  | Índio         | Brésil   | 15 | 16 | 2000, 2004                   | 0,93 |
| 10 | Daniel        | Espagne  | 14 | 15 | 2000, 2008                   | 0,93 |

## Organisation

### Format de la compétition
| Édition  | 1989 | 1992 | 1996 | 2000 | 2004 | 2008 | 2012, 2016 et 2021 |
| -------- | ---- | ---- | ---- | ---- | ---- | ---- | ------------------ |
| Europe   | 6    | 6    | 6    | 6    | 5    | 6    | 7                  |
| Asie     | 2    | 3    | 3    | 2    | 4    | 4    | 5                  |
| Am. Sud  | 3    | 3    | 3    | 3    | 3    | 4    | 4                  |
| Am. Nord | 2    | 2    | 2    | 3    | 2    | 3    | 4                  |
| Afrique  | 2    | 1    | 1    | 1    | 1    | 2    | 3                  |
| Océanie  | 1    | 1    | 1    | 1    | 1    | 1    | 1                  |
| Total    | 16   | 16   | 16   | 16   | 16   | 20   | 24                 |

Alors que la première édition rassemble seize équipes invitées, ce nombre d'équipes qualifiées en phase finale reste inchangé jusqu'en 2008, où il passera de 16 à 20, puis évolue encore de 20 à 24, pour l'édition 2012. Le pays organisateur est qualifié d'office pour la phase finale.
Un tournoi de qualification se déroule avant la phase finale du tournoi afin de réduire le nombre d'équipes disputant la compétition dans le pays organisateur de la phase finale. Le tour préliminaire de qualification est divisé entre les six zones continentales de la FIFA (Afrique, Asie, Amérique du Nord, centrale et Caraïbes, Amérique du Sud, Océanie et Europe), chacune représentée par leur confédération. Pour chaque édition, la FIFA décide d'accorder le nombre de places pour chacun des zones continentales. Le système de qualification commence après la tenue de la phase finale du tournoi précédent jusqu'au tirage au sort de la compétition. Les formats de qualification varient selon les confédérations. Il y a également des barrages entre équipes de confédérations.
De 1989 à 2008, la phase finale de la compétition se joue en deux phases de groupe pour déterminer les demi-finalistes. Quatre premières poules de quatre équipes (cinq en 2008) permettent à huit nations d'accéder à la seconde phase composée de deux groupes de quatre équipes dont les deux premiers accèdent à la phase à élimination directe. À partir de 2012, un seul système de poules précède la phase à élimination directe et le plateau est élargi à 24 équipes. Néanmoins, le tournoi donne lieu à moins de matches que lors de l’édition 2008, au cours de laquelle les 20 équipes en lice livrent un total de 56 matches, en raison de la deuxième phase de groupes.
On sépare les équipes en groupes et tableaux par tirage au sort. Six poules de quatre équipes dégagent seize huitièmes de finalistes. La fin du tournoi se dispute alors par élimination directe.

### Cérémonies d'ouverture
Les premières cérémonies sont simples avec la présentation de représentants des pays qualifiés pour la phase finale.

### Mascottes
Chaque édition se dote d'une mascotte officielle. La première mascotte de l'histoire de 1989 est un lion footballeur vétu d'orange, emblème de l'hôte néerlandais. À Hong Kong en 1992, la mascotte est un dragon en tenue de football habillé de rouge et blanc.

### Trophée

Trophée de la Coupe du monde de futsal

Le trophée de la coupe du monde de futsal est remis aux vainqueurs de la compétition de chaque édition.